# Шалфей Юрисича
Шалфе́й Юри́сича (лат. Salvia jurisicii) — вид двудольных растений рода Шалфей (Salvia) семейства Яснотковые (Lamiaceae). Впервые описан ботаником Кошаниным в 1926 году.

## Распространение и среда обитания
Эндемик Северной Македонии.
Растёт на лугах, скалах. Предпочитает гористые участки.

## Ботаническое описание

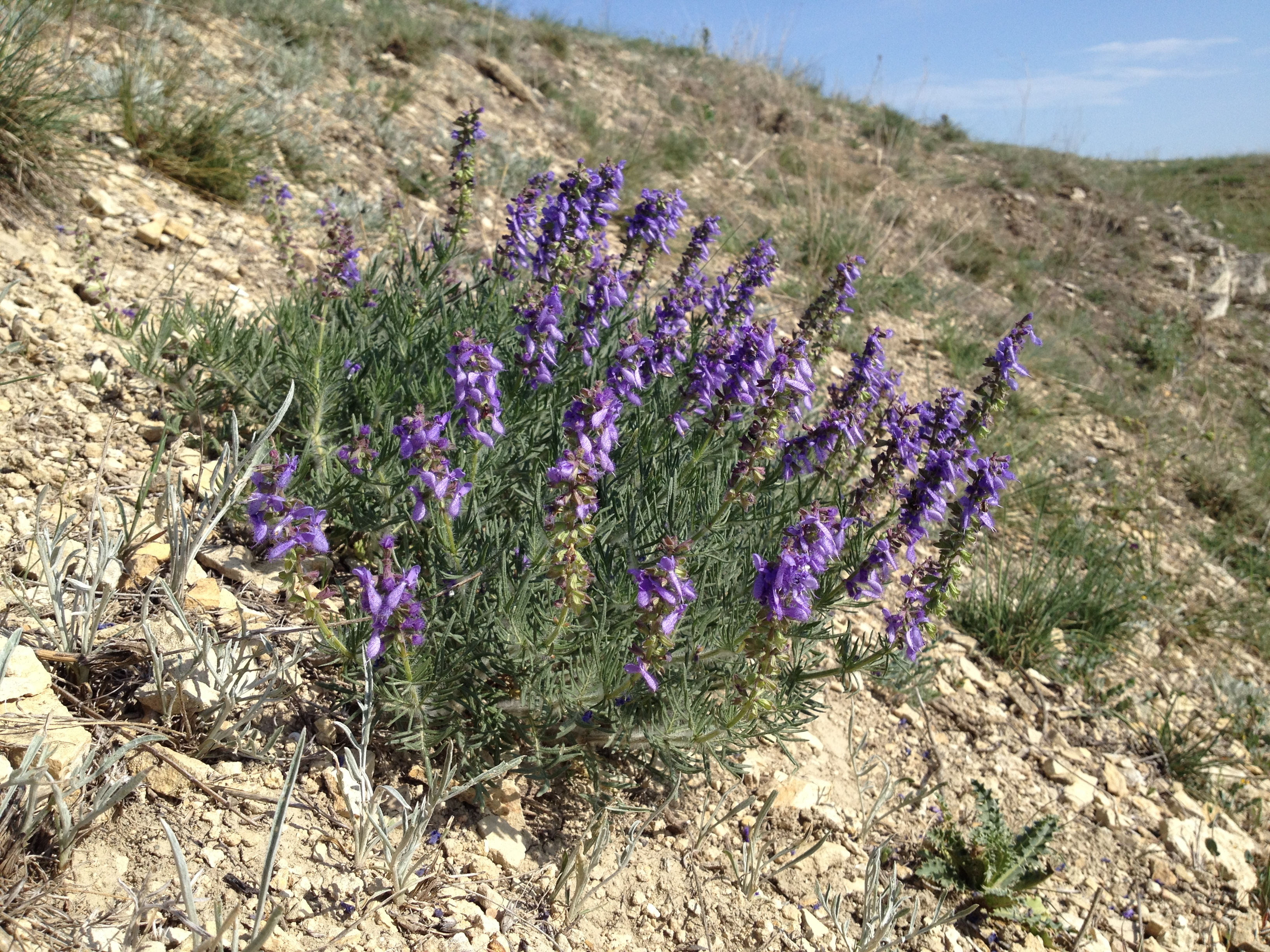
Группа экземпляров шалфея Юрисича в естественной среде обитания

Гемикриптофит. Растение высотой 30—40 см, растёт группой.
Стебель немного разветвлённый.
Листья членённые.
Цветки размером около 1,2 мм, голубовато-фиолетового цвета, собраны в соцветие-метёлку.
Цветёт летом.
Число хромосом — 2n=22.

## Значение
В России выращивается в качестве садового растения, как и ряд других представителей рода Шалфей. Размножение семенное (весной) или черенками (в конце лета).